# Interdisziplinäres Zentrum für wissenschaftliches Rechnen

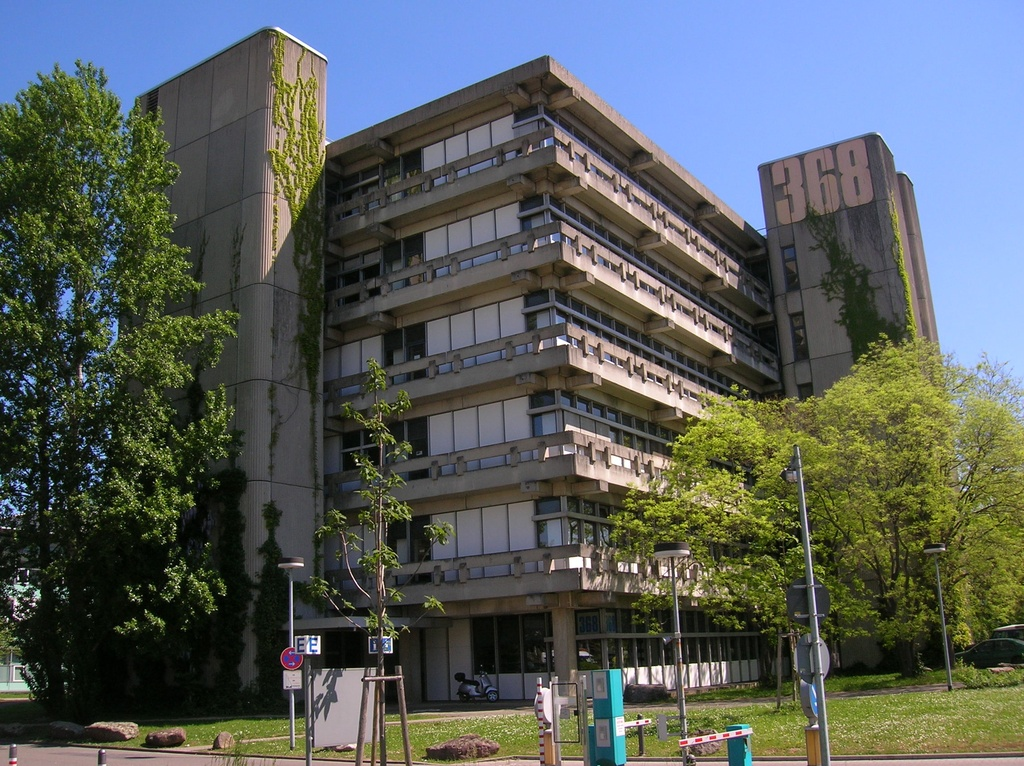
IWR Im Neuenheimer Feld 368 (bis März 2016)

Das Interdisziplinäre Zentrum für Wissenschaftliches Rechnen (IWR) ist ein Forschungsinstitut der Ruprecht-Karls-Universität Heidelberg.
Das IWR wurde als zentrale Einrichtung der Ruprecht-Karls-Universität Heidelberg gegründet. Es bündelt Forschungsaktivitäten und fördert Forschungsarbeiten in der Disziplin des wissenschaftlichen Rechnens. Das IWR wurde im Jahr 1987 durch die Ruprecht-Karls-Universität Heidelberg und das Land Baden-Württemberg gegründet. Es nimmt an gemeinschaftlichen Projekten sowie an Kooperationen mit der Industrie in Deutschland und im Ausland teil. Als Forschungseinrichtung mit ca. 380 Mitarbeitern gehört das IWR zu den größten universitären Zentren für Wissenschaftliches Rechnen weltweit.

## Ziele
Die Ziele des IWRs umfassen insbesondere die
- mathematische Modellierung und Computersimulation komplexer Systeme aus Wissenschaft und Technik,
- Entwicklung und Verwendung von Algorithmen und Programmen zur Anwendung in Industrie und Wirtschaft,
- Visualisierung, Computergrafik, Bildverarbeitung, und die
- Ausbildung im Wissenschaftlichen Rechnen.

Im Rahmen der Maßnahme 5.4 (wissenschaftliches Rechnen) des Zukunftskonzept der Exzellenzinitiative wurde die Erschließung von weiteren Anwendungsgebieten begonnen. Dabei wurde der Fokus auf die Bereiche  Digital Humanities und Archäoinformatik gelegt.

## Graduiertenschule
Die Doktorandenausbildung am IWR wird seit November 2007 durch die Heidelberger Graduiertenschule der mathematischen und computergestützten Methoden für die Wissenschaften (HGS MathComp) unterstützt, eine im Rahmen der Exzellenzinitiative geförderte Einrichtung, die als Teil des IWR etabliert wurde, um innovative Konzepte zur strukturierten Doktorandenausbildung in interdisziplinären Forschungsprojekten umzusetzen.

## Geschichte
Das IWR entwickelte sich aus dem Sonderforschungsbereich 123 und basiert auf Konzepten, die Mitte der achtziger Jahre entwickelt wurden. Im Jahr 1987 wurde das IWR als Zentralinstitut der Universität Heidelberg gegründet. Gründungsdirektor war Professor Willi Jäger, der das IWR bis 1998 geleitet hat. Seit dem Jahr 1992 gibt es durchgängig Förderung von Doktoranden durch Graduiertenkollegs der Deutschen Forschungsgemeinschaft.
In den Jahren von 1999 bis 2004 übernahm Professor Jürgen Warnatz die Geschäftsführung und wurde im Jahre 2005 von Professor Hans Georg Bock abgelöst. Dem geschäftsführenden Direktorium gehörten von 2005 bis 2016 Professor Hans Georg Bock, Professor Willi Jäger, und Professor Bernd Jähne an.
Anfang des Jahres 2016 erfolgte der Umzug in das neu gebaute Mathematikon (Im Neuenheimer Feld 205) in verkehrstechnisch günstiger Lage am Rand des Campus an der Berliner Straße. Damit wurde eine optimale Vernetzung aller IWR Arbeitsgruppen mit der Fakultät für Mathematik und Informatik geschaffen, die ebenfalls in das Mathematikon übersiedelt wurde.
Seit 2017 ist Andreas Dreuw der geschäftsführende Direktor. Michael Winckler ist der administrative Direktor des IWR und der Heidelberg Graduate School of Mathematical and Computational Methods for the Sciences (HGS MathComp). Der Vorsitzende der HGS MathComp ist Professor Peter Bastian mit den Stellvertretern Dieter W. Hermann und Hans Georg Bock.